# ساعد
الساعد (Forearm) هو الوحدة القاصية للطرف العلوي، ويمتد من المرفق إلى رسغ اليد. يتكون هيكل الساعد من عظمتين، وفيه الكثير من العضلات. تقوم كل من العضلات بتحريك الساعد والبعض الآخر يمتد إلى اليد ويحركها. يقوم الساعد بحركتين رئيسيتين – الثني والانبساط، ومهمته الأساسية هي التحكم باليد.

## عظام الساعد
يتكون هيكل الساعد من عظمتين:
·  الزند (Ulna) وهي العظمة الداخلية في وضعية انبساط راحة اليد إلى الأمام. يقع رأس الزند في أقصى الذراع.
·  الكعبرة (Radius) العظمة الجانبية والأبعد عن الجسم. بعكس الزند، فان رأس الكعبرية يقع في بداية الذراع بينما الذنب يقترب إلى أقصى الذراع.
بين العظمتين يصل الغشاء بين العظمتين (Interosseous Membrane) وهو عبارة عن غشاء دقيق ليفي متين يربط العظمتين ببعضهما ويجعلهما كوحدة واحدة متماسكة. كما أن الغشاء بين العظمتين يساهم في حركة التفاف عظمة حول الأخرى مما يُنتج حركة قلب الساعد.
تلتقيان العظمتين في الكوع حيث توجد عدة مفاصل، والتي تهدف إلى التحكم باليد من خلال الساعد وكذلك مساندة الكتف في حركته وزيادة قوة هذه الحركة.

## عضلات الساعد
في الساعد، كما هي الحال في الذراع، تنتظم العضلات التي تقوم بذات الحركة في نفس المقطع. تمتد بعض العضلات من الساعد إلى اليد، وتتحكم بها عن بعد – الأمر يسمح لليد بالقيام بحركات عديدة ودقيقة. تنشأ هذه العضلات في الساعد وتمتد أوتارها فقط إلى اليد.  عمومًا فان العضلات التي تثني كف اليد تقع في راحة الساعد، أما العضلات التي تبسط اليد فانها تقع في ظهر الساعد.
تنتظم العضلات في الساعد في عدة طبقات مختلفة، وتوجد ثلاث طبقات من العضلات في الساعد: الطبقة السطحية، الطبقة الوسطى والطبقة العميقة. تتكون كل طبقة من مجموعة من العضلات. توجد 19 عضلة تمر في الساعد وجزء منها مسؤول عن حركة الساعد والجزء الآخر عن حركة اليد.

## حركات الساعد
الساعد نفسه هو جزء قليل الحركة، مقارنة بالكتف أو باليد حيث يقوم الساعد بحركتين أساسيتين:
·  ثني الساعد: هو اقتراب الساعد من الذراع.
·  بسط الساعد: هو ابتعاد الساعد عن الذراع.
وتوجد حركتين اضافيتين – الانبطاح (Pronation) وهي التفاف الساعد نحو الجسم، والاستلقاء (Suppination) أي التفاف الساعد بعيداً عن الجسم.
العضلات التي تتحكم بالساعد تمتد من الذراع إلى الساعد، وخاصة ص تلك التي تقوم بثني أو بسط الساعد. لكن العضلات التي تقوم بالانبطاح والاستلقاء تنشأ وتنتهي في الساعد نفسه.

## الدورة الدموية في الساعد

### شرايين الساعد: شريانان رئيسيان في الساعد
·  الشريان الكعبري (Radial Artery): يسير بمحاذاة العظمة الكعبرية، ويُمكن جس النبض في الشريان من خلال وضع طرف الأصابع على الجانب الكعبري لليد. يُعتبر الشريان الرئيسي الذي يتم جس النبض فيه، نظراً لقربه للجلد. كما أن الشريان الكعبري يُمكن استخدامه في عمليات القلب المفتوح.
·  الشريان الزندي (Ulnar Artery): يسير بمحاذاة الزند.
كلاهما تفرع للشريان العضدي (Brachial Artery) القادم من الذراع والذي يتفرع عند وصوله إلى الكوع. يتفرع كل من الشريانين في الساعد ويتم إرسال فروع صغيرة نحو العضلات والعظام.
أوردة الساعد: في الساعد توجد شبكتين من الأوردة، السطحية والعميقة. كلا الشبكتين يصبان في الوريد الكعبري (Radial Vein) الذي يسير بمحاذاة الشريان، والوريد الزندي (Ulnar Vein) الذي يسير بمحاذاة شريانه أيضاً. تتحد جميع الأوردة وتصب في الوريد العضدي (Brachial Vein) الذي يمتد نحو الذراع.

## أعصاب الساعد
توجد ثلاثة أعصاب رئيسية في الساعد:
- العصب الكعبري (Radial Nerve): يمد للساعد أعصاب حركية وحسية.
- العصب الزندي (Ulnar Nerve): يمد القليل من الأعصاب الحركية لبعض العضلات، ولكن تفرعاته قليلة ومعظم أهميته في اليد.
- العصب المتوسط (Median Nerve): العصب الرئيسي للساعد ويمد بالأعصاب الحركية معظم العضلات في الساعد.